# Junta homocinètica

Junta homocinètica

La junta homocinètica  és una peça complexa, que unida al palier de transmissió té com a finalitat connectar dos eixos disposats longitudinalment, no continus, de manera que la velocitat entre ells sigui igual en tot moment. El palier de transmissió de les rodes, es connecta per un dels seus extrems amb el diferencial i de l'altra amb la boixa de la roda. Aquesta transmissió està sotmesa als moviments oscil·latoris de la suspensió i els moviments giratoris de la direcció i, per tant, ha de ser articulada. La junta homocinètica és una unió articulada, una espècie de ròtula complexa, que permet aquests moviments sense que per això les rodes perdin tracció ni pateixin les transmissions.

## Tipus

### Junta homocinètica Glaencer-Spicer
Consisteix en dues juntes cardan unides per una peça de doble forquilla, de manera que el gir alterat per una d'elles és rectificat per l'altra, transmetent així un moviment uniforme a les rodes. Aquesta junta es pot dir que es compon de dues juntes cardan simples que s'acoblen entre si mitjançant un arbre molt curt. A més posseeix un dispositiu de centrat constituït per una ròtula i una petita esfera, de manera que poden lliscar al llarg de l'arbre conduït.
A l'altre extrem del palier, és a dir en la unió al diferencial, s'acobla una altra junta cardan lliscant, o bé en aquest costat del palier es disposa d'una junta lliscant del tipus Glaencer. Aquesta junta està constituïda per un trípode on s'acoblen els corrons allotjats en les ranures cilíndriques del manegot on poden lliscar. A l'interior del trípode on s'acoblen els corrons allotjats en les ranures cilíndriques del manegot on poden lliscar. A l'interior del trípode s'allotja el palier i, en el casquet, el planetari, resultant una junta homocinètica lliscant. El casquet i el guardapols serveixen de tapa i tancament del conjunt.
Aquesta junta és de greixatge permanent i es caracteritza pel seu reduït volum. Té un rendiment molt elevat i molt poca resistència al lliscament, la junta trípode lliscant Glaencer es comporta homocinètiques sota qualsevol angle, amb una gran capacitat per a la transmissió de parells i un elevat rendiment mecànic. A aquesta junta se l'anomena G. I (interior), ja que sempre es posa al costat del diferencial.
En els vehicles amb tracció davantera se sol acompanyar la junta anterior amb una junta homocinètica Glaenzer-Spicer (G. I, per utilitzar en el costat roda) o amb una junta homocinètica de boles anomenada Rzeppa.

### Junta homocinètica Rzeppa
La junta del tipus Rzeppa o més coneguda per "junta homocinètica de boles" és la més utilitzada avui en dia. Aquesta junta sol utilitzar combinada amb la Glaenzer trípode lliscant, aquesta última muntada en el costat caixa de canvis i junta Rzeppa a banda roda, doncs treballa perfectament sota condicions de gran angulars.
Aquesta junta causa de la seva complexitat constructiva no s'ha imposat la seva utilització fins no fa molts anys.
La junta Rzeppa consta de sis boles que s'allotgen en una gàbia especial o caixa de boles (7). Al seu torn, les boles són solidàries de l'arbre conductor i del conduït, aquest acoblament es produeix pel fet que les boles també s'allotgen en unes gorges toricas, que estan espaiades uniformement al llarg de dues peces interior i exterior. La peça exterior (3), en forma de campana, està unida a l'arbre conduït, al costat roda. La peça interior (8) és el nucli de l'eix conductor, eix que, al seu torn, s'uneix a la junta homocinètica que surt de la caixa de canvis.
La disposició de les boles i les gorges fa que siguin dues boles les que transmeten el parell, mentre que les altres quatre asseguren el pla bisector. Després d'una petita rotació, dues boles són les que passen a transmetre el parell, mentre que les dues boles que acaben de treballar passen al costat bisector. Un dels avantatges de la junta Rzeppa és la seva llarga vida, superior generalment a la de l'automòbil (això és en teoria, perquè a la pràctica veiem molts automòbils tirats a la carretera a causa de la pèrdua del greix que està a l'interior del guardapols i que provoca una avaria a la junta homocinètica).